# Lick My Decals Off, Baby
Lick My Decals Off, Baby (deutsch: Leck meine Abziehbilder ab, Baby) ist ein experimentelles Bluesrock-Album von Captain Beefheart & His Magic Band. Es wurde im Jahr 1970 auf Frank Zappas Plattenlabel Straight Records veröffentlicht.

## Besetzung
Die „Magic Band“ besteht aus dem Sänger Don Van Vliet alias „Captain Beefheart“, dem E-Gitarristen Zoot Horn Rollo, zwei Schlagzeugern und einem E-Bassisten. Auf einigen Stücken spielt Beefheart auch Blasinstrumente wie Saxophon oder Bassklarinette. Die Besetzung weicht leicht vom Vorgängeralbum Trout Mask Replica ab, das anstatt mit zwei Schlagzeugern mit zwei Gitarristen sowie einem zusätzlichen Klarinettisten aufgenommen wurde.
Als Autor des gesamten Albums („Written by“) ist Captain Beefheart angegeben.

## Musik
Musikalisch schließt das Album direkt an das berühmte Vorgängeralbum Trout Mask Replica aus dem Jahr 1969 an und führt dessen Stil fort. Wie dort treten experimentelle, atonale Spielweisen im Geiste des Free Jazz an die Stelle klassischer Melodien und Songstrukturen, dennoch ist die musikalische Grundausrichtung am Blues unverkennbar.
Die meisten Stücke des Albums beginnen mit einem schnellen, dichten Arrangement aus Perkussion und E-Gitarre, zu dem dann in der Regel der dadaistisch inspirierte, mitunter absurd erscheinende Gesang Don Van Vliets hinzutritt. Der für ungeübte Ohren holprige Rhythmus, der schräge Gitarrensound und vor allem der markante Gesang mit der tiefen, rauchigen Stimme Van Vliets prägen den Klang des Albums, der als „a revolting chaos of anti-rhythms, breath dissonances and free declamations“ beschrieben werden kann.

## Hintergründe
In der Vorproduktionsphase des Albums nahm Don Van Vliet zuerst einige Klavier-Improvisationen auf einem Kassettenrecorder auf. Gitarrist Bill Harkleroad alias Zoot Horn Rollo hörte sich die Aufnahmen an, suchte die seiner Meinung nach besten Teile aus und stellte sie zu Kompositionen zusammen [Quelle?]
Der Titel des Albums ist nach Angaben Van Vliets als Ermutigung zu verstehen, Etiketten loszuwerden, was vor allem auf den schwer definierbaren, avantgardistischen Musikstil des Albums an den Grenzen zwischen Blues, Rock und Free Jazz bezogen sein dürfte. Die Aufforderung, einem etwas abzulutschen, enthält aber auch eine sexuelle Note.
Auf der Rückseite ist ein Gemälde Van Vliets angedruckt, der nebenbei – und in seiner Spätzeit hauptsächlich – Maler war.

## Rezeption
Der Musikjournalist Lester Bangs stellte eine Reifung des musikalischen und lyrischen Stils gegenüber Trout Mask Replica fest und schrieb, Beefhearts Musik sei „eine der lohnendsten musikalischen Erfahrungen, die heute verfügbar ist.“
Steve Huey schreibt:

„Lick My Decals Off, Baby was a further refining and exploration of the musical ideas posited on Trout Mask Replica. As such, the imaginative fervor of Trout Mask is toned down somewhat, but in its place is an increased self-assurance; the tone of Decals is also a bit darker, examining environmental issues in some songs rather than simply concentrating on surreal wordplay. Whatever the differences, the jagged, complex rhythms and guitar interplay continue to amaze.“

Ein anderer Autor bescheinigt dem Album ebenfalls eine „exceptional artistic stature“ und resümiert: „In a way this is his most intellectual work, because the album takes the traditional topics of blues, eroticism, freedom, trains and nostalgia, and sets them in a modern context of city alienation.“
Nicht zuletzt, weil der einflussreiche englische Radio-Disc-Jockeys John Peel das Album beim Sender BBC Radio häufig spielte, verblieb Lick My Decals Off, Baby elf Wochen in den britischen Album-Charts und erreichte dort Platz zwanzig. Dies blieb Beefhearts höchste Chart-Platzierung in Großbritannien.
Nachdem das Album einige Jahre vergriffen war, ist es mittlerweile wieder in mehreren Neuauflagen auf Compact Disc (1989, 2006) und Schallplatte (2000, 2009) erhältlich.

## Titelliste
Seite 1:
1. Lick My Decals Off, Baby – 2:38
2. Doctor Dark – 2:46
3. I Love You, You Big Dummy – 2:54
4. Peon – 2:24
5. Bellerin’ Plain – 3:35
6. Woe-is-uh-Me-Bop – 2:06
7. Japan in a Dishpan – 3:00

Seite 2:
1. I Wanna Find a Woman That’ll Hold My Big Toe Till I Have To Go – 1:53
2. Petrified Forest – 1:40
3. One Red Rose That I Mean – 1:52
4. The Buggy Boogie Woogie – 2:19
5. The Smithsonian Institute Blues (or the Big Dig) – 2:11
6. Space-Age Couple – 2:32
7. The Clouds Are Full of Wine (not Whiskey or Rye) – 2:50
8. Flash Gordon’s Ape – 4:15